# Matthew P. A. Fisher
Matthew P. A. Fisher (* 19. Mai 1960) ist ein US-amerikanischer Physiker, der sich mit theoretischer Festkörperphysik befasst. Er ist Hochschullehrer an der University of California, Santa Barbara (UCSB), und am Kavli-Institut.
Fisher, der Sohn des Physikers Michael E. Fisher und Bruder des Physikers Daniel S. Fisher, studierte an der Cornell University mit dem Bachelor-Abschluss 1983 und wurde 1986 an der University of Illinois at Urbana-Champaign promoviert. Danach war er Gastwissenschaftler und 1988 bis 1993 fest angestellt am IBM Thomas J. Watson Research Center. 1991 war er Miller Gastprofessor in Berkeley. Ab 1993 war er an der UCSB, wo er Professor ist. Gleichzeitig ist er am Kavli-Institut.
2007 forschte er bei Microsoft (Station Q) und 2009 bis 2010 war er am Caltech.
Er befasste sich mit ungeordneten und stark korrelierten Elektronen-Systemen in der Festkörperphysik, insbesondere solche mit ungewöhnlichem (exotischen) Verhalten (wie Mott-Isolatoren, eindimensionale Luttinger-Flüssigkeiten, Quanten-Spinflüssigkeiten in frustrierten magnetischen Systemen, Bose-Metall-Phasen, Phasen von Nicht-Fermi-Flüssigkeiten in zweidimensionalen Elektronensystemen, bosonische topologischen Isolatoren in drei Dimensionen, Quantenphasenübergänge), dem Quanten-Hall-Effekt (u. a. Bulk- und Randzustände im fraktionalen QHE), Transport in mesoskopischen Systemen, Supraleitern (Übergang von Supraleitern und Supraflüssigkeiten zu Isolatoren) und Hochtemperatursupraleitern.
Er geht auch der Frage nach, ob Quantenprozesse im Gehirn eine Rolle spielen. Motiviert wurde er dazu über die Frage, warum ein einfaches Element wie Lithium so effektiv in der Behandlung zum Beispiel von Schizophrenie ist, und die Wirkung sogar sensitiv (in Rattenexperimenten) bezüglich der Substituierung von Lithium-Isotopen (Lithium-6 statt des häufigeren Lithium-7). Er vermutet, dass Kernspins von Phosphor im Gehirn als Qubits fungieren.
1995 erhielt er den Alan T. Waterman Award und 1997 den  National Academy of Sciences Award for Initiatives in Research. Er ist Mitglied der American Academy of Arts and Sciences (2003) und der National Academy of Sciences (2012). Er ist seit 1998 Fellow der American Physical Society. 2015 erhielt er den Oliver E. Buckley Condensed Matter Prize für die Entdeckung und Pionier-Untersuchung des Supraleiter-Isolator-Übergangs, einem Paradigma für einen Quantenphasenübergang.